# گئوگنانتوس
گئوگنانتوس (نام علمی: Geogenanthus) نام یک سرده از خانواده برگ‌بیدیان است.